# Cantó de Vilafranca d'Albigés
El cantó de Vilafranca d'Albigés és un cantó francès del departament del Tarn, a la regió d'Occitània. Està situat al districte d'Albi i té 9 municipis. El cap cantonal és Vilafranca d'Albigés.

## Municipis
- Ambialet
- Bèlagarda
- Cambon d'Albi
- Cunac
- Lo Fraisse
- Marçal
- Mosièis e Teulet
- Sant Juèri
- Vilafranca d'Albigés

## Història
| Data d'elecció                           | Identitat         | Partit | Qualitat |
| ---------------------------------------- | ----------------- | ------ | -------- |
| 1982-2008                                | Jean Polisset     | PS     |          |
| 2008-                                    | Jean-Paul Raynaud | PS     |          |
| les dades anteriors no són pas conegudes |                   |        |          |
|                                          |                   |        |          |

## Demografia
| 1962  | 1968  | 1975  | 1982   | 1990   | 1999   | 2006   |
| ----- | ----- | ----- | ------ | ------ | ------ | ------ |
| 7.079 | 8.500 | 9.560 | 10.926 | 11.443 | 11.728 | 12.980 |